# محمد رضا الصافي
السيّد محمد رضا بن علي بن صافي الموسوي النجفي (1881 - 1942) فقيه جعفري وسياسي وشاعر عراقي. ولد في النجف ونشأ بها. ينتمي إلى أسرة آل الصافي المعروفة، فهو شقيق محمد أمين وأحمد الصافي النجفي. تتلمذ على علماء عصره فدرس الفقه والأصول والمنطق وأجيز فيها، كما أجيز بالفتيا، وبرع بالعلوم العقلية والنقلية. عرف بنزعته الإصلاحية الوطنية في منطقة الفرات الأوسط، ووقف مقاومًا ضد العثمانيين ومساندًا فكرة الدستور، وأسهم في ثورة العشرين. اعتقل من قبل القوات البريطانية وسجن في الحلة، فقال في ذلك أبياتاً من الشعر. توفي عن عمر 61 عامًا.

## سيرته
هو محمد رضا بن علي بن صافي بن جاسم الموسوي النجفي. ولد سنة 1298 هـ في النجف بولاية بغداد العثمانية، ونشأ بها. عاش في ظل أسرته العلمية الأدبية. أخذ دورسه عن أستاتذة النجف، وقيل إنه أخذ عن محمد طه نجف، وأبو الحسن الأصفهاني، وكتب بعض التقريرات عن أساتذه، فتعلم الفقه والأصول والمنطق وأجيز فيها، كما أجيز بالفتيا، وبرع بالعلوم العقلية والنقلية.

اشترك في ثورة 1920، فكان له دورٌ كبير في أحداث ثورة النجف، وساند فكرة الدستور. عُقِد في بيته أوّل مؤتمر للثورة، وكان أحد أعضاء إدارة مكتب الثورة، الذي رأسه محمد رضا الشبيبي، وأحد أعظاء المجلس العلمي للثورة الذي رأسه شيخ الشريعة، وأحد الموقعين على المضبطة المقدمة إلى الحاكم السياسي البريطاني في العراق.

اعتقل بعد دخول القوات البريطانية إلى النجف، ثم أطلق سراحه. واصل نشاطه السياسي في أيام العهد الوطني الملكي، وكان أحد المؤسسين لحزب الإخاء الوطني الذي تزعمه ياسين الهاشمي. 

توفي سنة 1361 هـ/ 1942 م في مسقط رأسه. له من الأبناء، علي وحسين ومحمود وفاتك. 

## شعره
له بعض القصائد ومنها ما قاله أيام اعتقاله. جاء في معجم البابطين عنه «ما وصلنا من شعره قليل، يعبر فيه عن معاناة السجن وموقفه الوطني، وتضحيته من أجل بلاده، مشحذًا به الهمم لتسلك مسلكه دون مهابة للسجن والسجان. ينم شعره على شجاعة وطنية حقة، ووصف دقيق للمشاعر النفسية والمشاهد الخارجية، يستعلي فيه على الألم أو الندم.» ومن شعره:

## وصلات خارجية
- في بوابة الشعراء